# مايك كوسغروف
مايك كوسغروف (بالإنجليزية: Mike Cosgrove)‏ هو لاعب كرة قاعدة أمريكي، ولد في 17 فبراير 1951 في فينيكس في الولايات المتحدة.

## وصلات خارجية
- مايك كوسغروف على موقعبيزبول رفرنس.كوم (الدوري الرئيسي) (الإنجليزية)
- مايك كوسغروف على موقعبيزبول رفرنس.كوم (الدوري الثانوي) (الإنجليزية)
- مايك كوسغروف على موقع مشجعي الرسوم البيانية (الإنجليزية)